# Félinine
La félinine, également connue en tant que l'acide (R)-2-amino-3-(4-hydroxy-2-méthylbutan-2-ylthio) sulfanyl propanoïque, est un composé organique et l'acide aminé trouvé dans l'urine de chat et un précurseur via la lyase microbienne de la phéromone du chat putative et du thiol appelé 3-mercapto-3-méthylbutan-1-ol (MMB),,. 
La félinine est excrétée par les félidés comme le lynx roux, les chats du désert chinois, le kodkod et les chats domestiques. La synthèse de la félinine se produit dans le foie grâce à une réaction de condensation du glutathion et de l'isopentényl-pyrophosphate pour former la 3-mercaptobutanolglutathionine (3-MBG). Dans le rein, la 3-MBG est hydrolysée et la félinine en partie acétylée. La cauxine aide à l'hydrolyse du dipeptide (félinylglycine) pour augmenter la concentration urinaire de félinine. L'urine de chats domestiques peut contenir une série de composés contenant la félinine, comme la félinine libre, l'acétylfélinine, la félinylglycine et la 3-MBG.